# Кубок НДР з футболу
Кубок НДР з футболу (нім. FDGB-Pokal), офіційно Кубок ОВНП (Кубок Об'єднання вільних німецьких профспілок) — щорічний футбольний кубок у НДР, який проходив у форматі вильоту з 1949 по 1991 рік. Він вважався другим за значимістю національним титулом в національному футболі після чемпіонату.

## Формат
Команди Оберліги та ДДР-Ліги (другої ліги) автоматично брали участь у турнірі, інші команди повинні були проходити кваліфікацію на рівні округів.
До середини 1980-х років через велике число клубів другої ліги (60 у п'яти групах турніру — так званих «естафетах»), змагання було надмірно громіздким. Переможець Кубка ОВНП мав право в наступному сезоні брати участь у Кубку володарів Кубків УЄФА. Якщо володар кубка одночасно ставав чемпіоном країни (тобто оформляв «дубль»), то замість нього в Кубку Кубків брав участь фіналіст Кубка ОСНП.
Спочатку фінальний матч проходив у різних містах держави, але з 1975 року став завжди проводитись у столиці, Східному Берліні, на «Стадіоні молоді світу» (нім. Stadion der Weltjugend). У 1970-х і 1980-х роках середня відвідуваність фінальних матчів становила від 30 до 55 тисяч глядачів. Лише фінал останнього розіграшу, що відбувся 2 червня 1991 року, зібрав на трибунах тільки 4800 глядачів. Останнім переможцем кубка стала «Ганза».
Найбільше (по 7 разів) Кубком володіли «Магдебург», який не програв у жодному зі своїх фінальних матчів, та «Динамо» (Дрезден), що грав у фіналі 11 разів.
Три клуби з числа переможців Кубка ОВНП зуміли дійти в наступному сезоні до фіналу Кубка володарів кубків — «Магдебург» (володар трофею 1974 року), «Карл Цейсс» (Єна) і «Локомотив» (Лейпциг).

## Фінали
| Сезон   | Переможець                                                                      | Рахунок                                                                         | Фіналіст                                                                        |
| ------- | ------------------------------------------------------------------------------- | ------------------------------------------------------------------------------- | ------------------------------------------------------------------------------- |
| 1949    | «Вагонбау» (Дессау)                                                             | 1-0                                                                             | Гера Зюд                                                                        |
| 1949-50 | ЕГВ (Тале)                                                                      | 4-0                                                                             | КВУ (Эрфурт)                                                                    |
| 1950-51 | Не проводився                                                                   | Не проводився                                                                   | Не проводився                                                                   |
| 1951-52 | «Фольксполіцай» (Дрезден)                                                       | 3-0                                                                             | «Айнгайт» (Панков)                                                              |
| 1952-53 | Не був завершений через Повстання 17 червня 1953 в Східній Німеччині.           | Не був завершений через Повстання 17 червня 1953 в Східній Німеччині.           | Не був завершений через Повстання 17 червня 1953 в Східній Німеччині.           |
| 1953-54 | «Форвертс» (Берлін)                                                             | 2-1                                                                             | «Мотор» (Цвікау)                                                                |
| 1954-55 | «Вісмут Карл-Маркс-Штадт»                                                       | 3-2 (д.ч.)                                                                      | «Емпор» (Росток)                                                                |
| 1955    | Не проводився у зв'язку з переходом з формату осінь-весна на формат весна-осінь | Не проводився у зв'язку з переходом з формату осінь-весна на формат весна-осінь | Не проводився у зв'язку з переходом з формату осінь-весна на формат весна-осінь |
| 1956    | «Хемі» (Галле)                                                                  | 2-1                                                                             | «Форвертс» (Берлін)                                                             |
| 1957    | СК «Локомотив» (Лейпциг)                                                        | 2-1 (д.ч.)                                                                      | «Емпор» (Росток)                                                                |
| 1958    | «Дрезднер»                                                                      | 2-1 (д.ч.)                                                                      | СК «Локомотив» (Лейпциг)                                                        |
| 1959    | «Динамо» (Берлін)                                                               | 0-0 (д.ч.) / 3-2 (пер.)                                                         | «Вісмут Карл-Маркс-Штадт»                                                       |
| 1960    | «Мотор» (Єна)                                                                   | 3-2 (д.ч.)                                                                      | «Емпор» (Росток)                                                                |
| 1961    | Не проводився у зв'язку з переходом з формату весна-осінь на формат осінь-весна | Не проводився у зв'язку з переходом з формату весна-осінь на формат осінь-весна | Не проводився у зв'язку з переходом з формату весна-осінь на формат осінь-весна |
| 1961-62 | «Хемі» (Галле)                                                                  | 3-1                                                                             | «Динамо» (Берлін)                                                               |
| 1962-63 | «Мотор» (Цвікау)                                                                | 3-0                                                                             | «Хемі» (Цайц)                                                                   |
| 1963-64 | «Магдебург»                                                                     | 3-2                                                                             | «Лейпциг»                                                                       |
| 1964-65 | «Магдебург»                                                                     | 2-1                                                                             | «Мотор» (Єна)                                                                   |
| 1965-66 | «Хемі» (Лейпциг)                                                                | 1-0                                                                             | «Лок» (Штендаль)                                                                |
| 1966-67 | «Мотор» (Цвікау)                                                                | 3-0                                                                             | «Ганза» (Росток)                                                                |
| 1967-68 | «Уніон Берлін»                                                                  | 2-1                                                                             | «Карл Цейс» (Єна)                                                               |
| 1968-69 | «Магдебург»                                                                     | 4-0                                                                             | «Карл-Маркс-Штадт»                                                              |
| 1969-70 | «Форвертс» (Берлін)                                                             | 4-2                                                                             | ФК «Локомотив» (Лейпциг)                                                        |
| 1970-71 | «Динамо» (Дрезден)                                                              | 2-1 (д.ч.)                                                                      | «Динамо» (Берлін)                                                               |
| 1971-72 | «Карл Цейс» (Єна)                                                               | 2-1                                                                             | «Динамо» (Дрезден)                                                              |
| 1972-73 | «Магдебург»                                                                     | 3-2                                                                             | ФК «Локомотив» (Лейпциг)                                                        |
| 1973-74 | «Карл Цейс» (Єна)                                                               | 3-1 (д.ч.)                                                                      | «Динамо» (Дрезден)                                                              |
| 1974-75 | «Заксенрінг» (Цвіккау)                                                          | 2-2 (д.ч.) (4-3 пен.)                                                           | «Динамо» (Дрезден)                                                              |
| 1975-76 | ФК «Локомотив» (Лейпциг)                                                        | 3-0                                                                             | «Форвертс» (Франкфурт-на-Одері)                                                 |
| 1976-77 | «Динамо» (Дрезден)                                                              | 3-2                                                                             | ФК «Локомотив» (Лейпциг)                                                        |
| 1977-78 | «Магдебург»                                                                     | 1-0                                                                             | «Динамо» (Дрезден)                                                              |
| 1978-79 | «Магдебург»                                                                     | 1-0 (д.ч.)                                                                      | «Динамо» (Берлін)                                                               |
| 1979-80 | «Карл Цейс» (Єна)                                                               | 3-1 (д.ч.)                                                                      | «Рот-Вайс» (Эрфурт)                                                             |
| 1980-81 | ФК «Локомотив» (Лейпциг)                                                        | 4-1                                                                             | «Форвертс» (Франкфурт-на-Одері)                                                 |
| 1981-82 | «Динамо» (Дрезден)                                                              | 1-1 (д.ч.) (5-4 пен.)                                                           | «Динамо» (Берлін)                                                               |
| 1982-83 | «Магдебург»                                                                     | 4-0                                                                             | «Карл-Маркс-Штадт»                                                              |
| 1983-84 | «Динамо» (Дрезден)                                                              | 2-1                                                                             | «Динамо» (Берлін)                                                               |
| 1984-85 | «Динамо» (Дрезден)                                                              | 3-2                                                                             | «Динамо» (Берлін)                                                               |
| 1985-86 | ФК «Локомотив» (Лейпциг)                                                        | 5-1                                                                             | «Уніон Берлін»                                                                  |
| 1986-87 | ФК «Локомотив» (Лейпциг)                                                        | 4-1                                                                             | «Ганза» (Росток)                                                                |
| 1987-88 | «Динамо» (Берлін)                                                               | 2-0 (д.ч.)                                                                      | «Карл Цейс» (Єна)                                                               |
| 1988-89 | «Динамо» (Берлін)                                                               | 1-0                                                                             | «Карл-Маркс-Штадт»                                                              |
| 1989-90 | «Динамо» (Дрезден)                                                              | 2-1                                                                             | «Мекленбург» (Шверін)                                                           |
| 1990-91 | «Ганза» (Росток)                                                                | 1-0                                                                             | «Шталь» (Айзенгюттенштадт)                                                      |

## Перемоги за клубом
| Клуб                            | Перемог | Фіналів | Півфіналів | Роки перемог                             |
| ------------------------------- | ------- | ------- | ---------- | ---------------------------------------- |
| «Динамо» (Дрезден)              | 7       | 4       | 6          | 1952, 1971, 1977, 1982, 1984, 1985, 1990 |
| «Магдебург»                     | 7       | -       | 3          | 1964, 1965, 1969, 1973, 1978, 1979, 1983 |
| ФК «Локомотив» (Лейпциг) 1      | 4       | 4       | 6          | 1976, 1981, 1986, 1987                   |
| «Карл Цейс» (Єна) 2             | 4       | 3       | 8          | 1960, 1972, 1974, 1980                   |
| «Цвікау» 3                      | 3       | 1       | 5          | 1963, 1967, 1975                         |
| «Динамо» (Берлін)               | 2       | 5       | 5          | 1988, 1989                               |
| «Форвертс» (Берлін) 4           | 2       | 3       | 8          | 1954, 1970                               |
| «Хемі» (Лейпциг) 5              | 2       | 1       | -          | 1957, 1966                               |
| «Галлешер» 6                    | 2       | -       | 5          | 1956, 1962                               |
| «Ганза» (Росток) 7              | 1       | 5       | 4          | 1991                                     |
| «Вісмут Карл-Маркс-Штадт»       | 1       | 1       | 4          | 1955                                     |
| «Динамо» (Берлін)               | 1       | 1       | 2          | 1959                                     |
| «Уніон Берлін»                  | 1       | 1       | 1          | 1968                                     |
| «Вагонбау» (Дессау)             | 1       | -       | -          | 1949                                     |
| ЕГВ (Тале)                      | 1       | -       | -          | 1950                                     |
| «Дрезднер»                      | 1       | -       | -          | 1958                                     |
| «Карл-Маркс-Штадт»              | -       | 3       | 5          | —                                        |
| «Рот-Вайс» (Эрфурт)             | -       | 2       | 6          | —                                        |
| «Хемі» (Цайц)                   | -       | 1       | 1          | —                                        |
| «Лок» (Штендаль)                | -       | 1       | 1          | —                                        |
| Гера Зюд                        | -       | 1       | -          | —                                        |
| «Айнгайт» (Панков)              | -       | 1       | -          | —                                        |
| «Мекленбург» (Шверін)           | -       | 1       | -          | —                                        |
| «Шталь» (Айзенгюттенштадт)      | -       | 1       | -          | —                                        |
| «Енергі» (Котбус)               | -       | -       | 3          | —                                        |
| «Вурцен»                        | -       | -       | 2          | —                                        |
| «Фортуна» «Бабельсберг»         | -       | -       | 1          | —                                        |
| «Бюрг»                          | -       | -       | 1          | —                                        |
| «Мотор Вест» (Карл-Маркс-Штадт) | -       | -       | 1          | —                                        |
| «Локомотив» (Веймар)            | -       | -       | 1          | —                                        |
| «Шталь» (Бранденбург)           | -       | -       | 1          | —                                        |

Примітки:

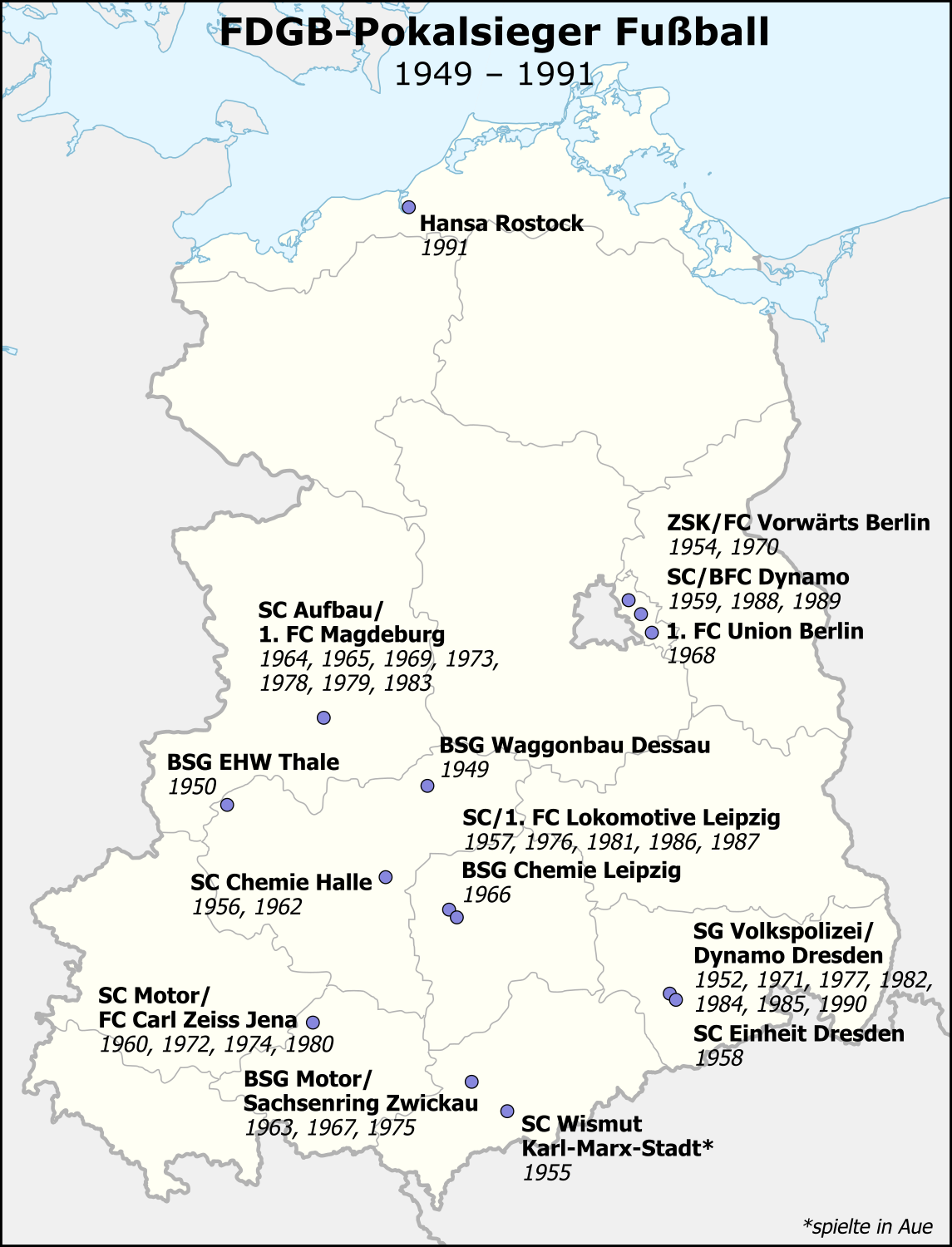
Мапа клубів-переможців кубку НДР

- 1 Не плутати з командою СК «Локомотив» (Лейпциг)
- 2 Також мала назву «Мотор» (Єна).
- 3 Також мала назву «Мотор» (Цвікау) та «Заксенрінг» (Цвіккау).
- 4 В 1953 році команда переїхала з Лейпцига в Східний Берлін і мала назву «Форвертс» (Берлін). В 1971 році команда знову перехала, цього разу в Франкфурт-на-Одері і стала називатись «Форвертс» (Франкфурт-на-Одері).
- 5 Також мала назву «Заксен» і СК «Локомотив» (Лейпциг) (не плутати з командою ФК «Локомотив» (Лейпциг)).
- 6 Також мала назву «Хемі» (Галле).
- 7 Також мала назву «Емпор» (Росток).

Переможці турніру
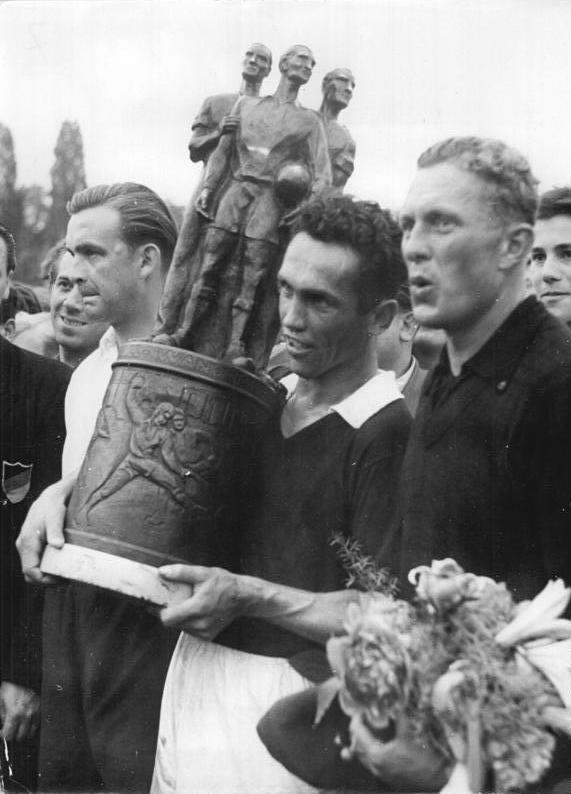
Гравці клубу «Вісмут Карл-Маркс-Штадт» з трофеєм після перемоги у 1955 році.
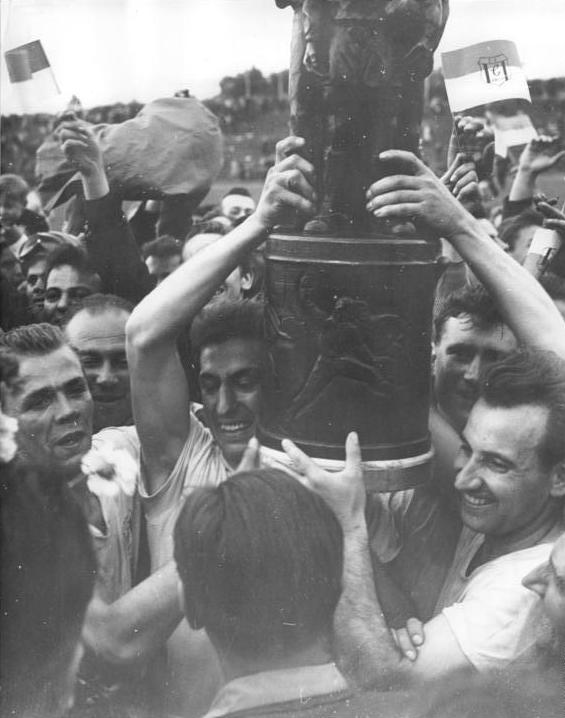
Гравці клубу «Хемі» (Галле) з трофеєм після перемоги у 1962 році.
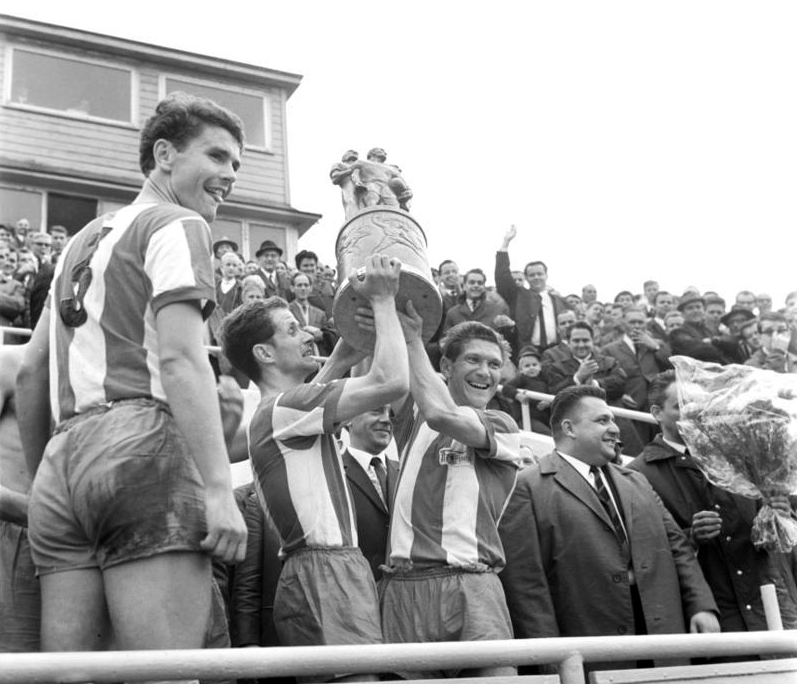
«Уніон» (Берлін) з трофеєм після перемоги у 1968 році.
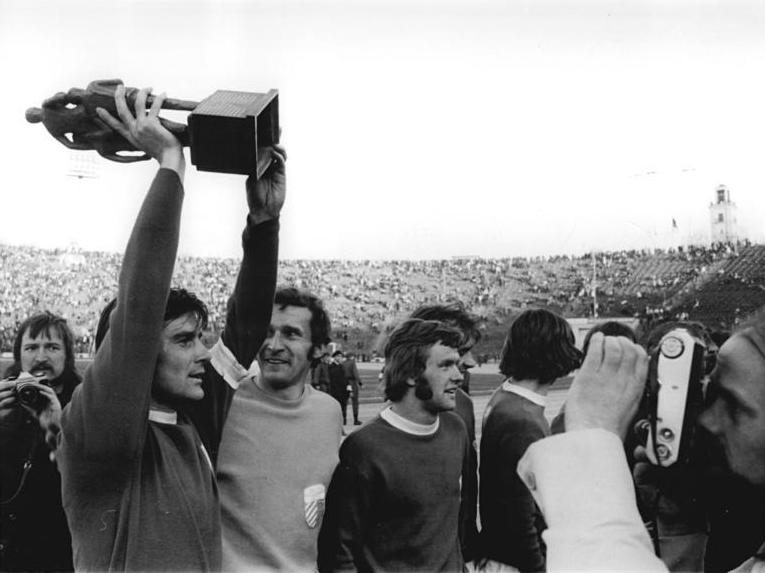
Гравці клубу «Карл Цейс» (Єна) з трофеєм після перемоги у 1974 році.
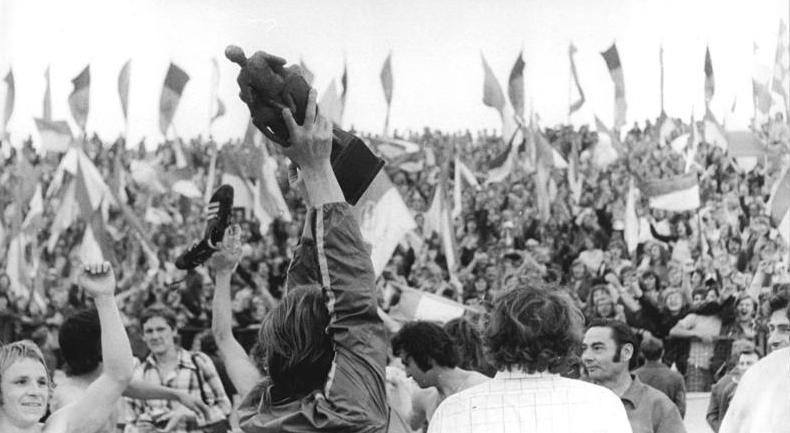
Гравці клубу «Заксенрінг» (Цвіккау) з трофеєм після перемоги у 1975 році.
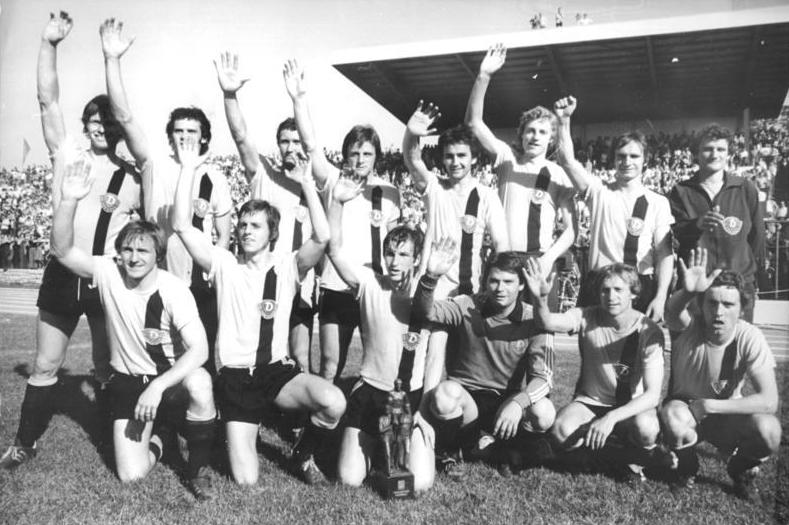
Гравці клубу «Динамо» (Дрезден) з трофеєм після перемоги у 1977 році.
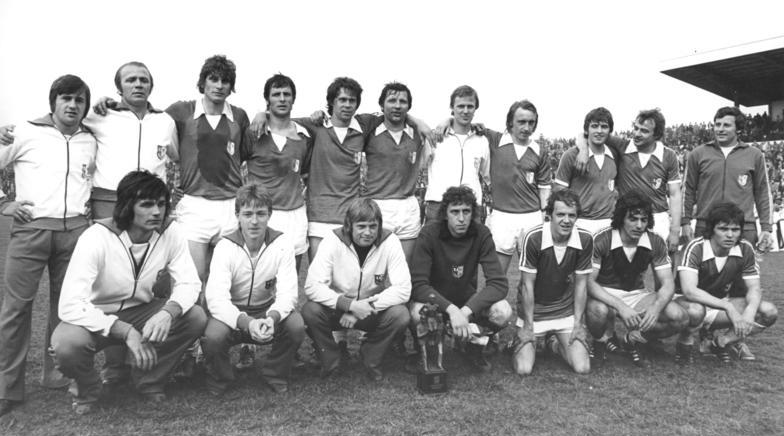
Гравці клубу «Магдебург» з трофеєм після перемоги у 1978 році.
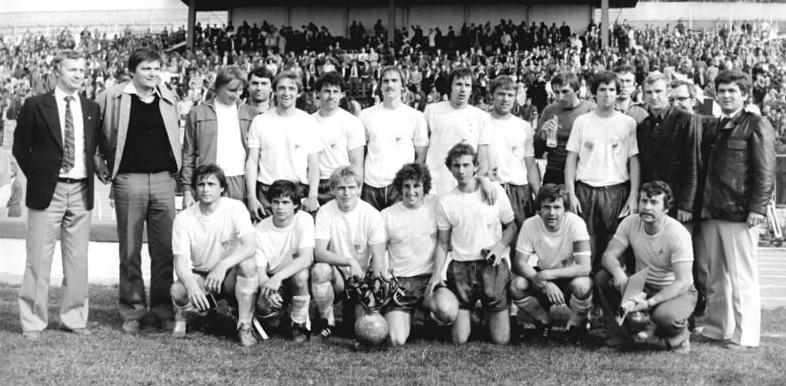
Гравці клубу «Карл Цейс» (Єна) з трофеєм після перемоги у 1980 році.
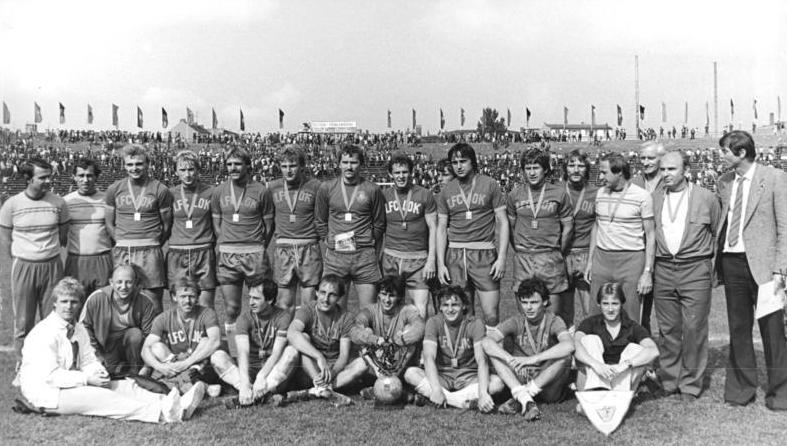
Гравці клубу ФК «Локомотив» (Лейпциг) з трофеєм після перемоги у 1981 році.
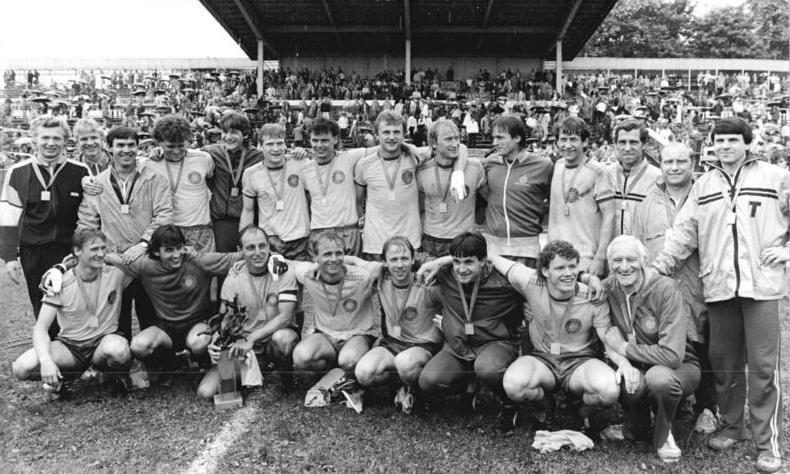
Гравці клубу ФК «Локомотив» (Лейпциг) з трофеєм після перемоги у 1986 році.
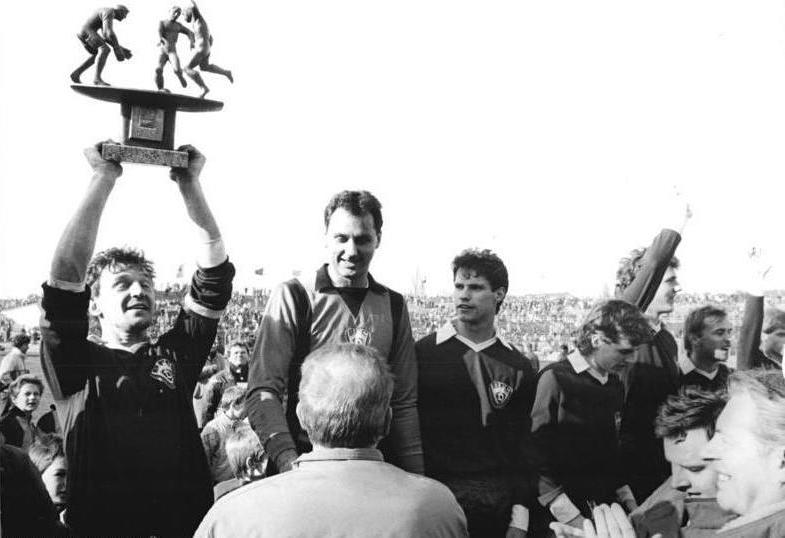
Гравці клубу «Динамо» (Берлін) з трофеєм після перемоги у 1989 році.
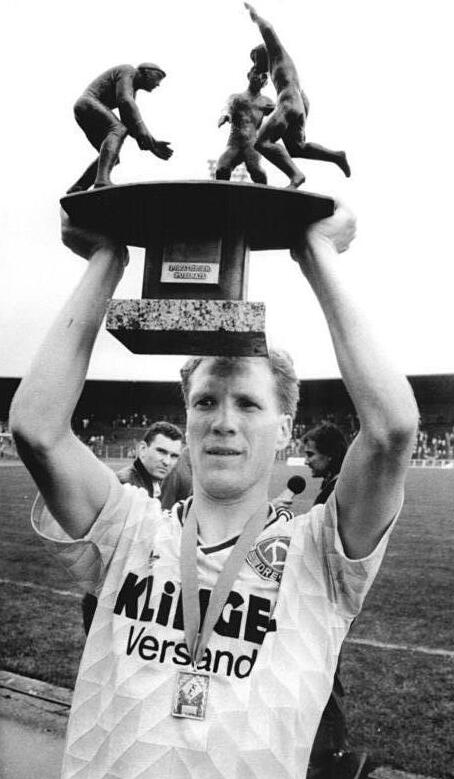
Гравець «Динамо» (Дрезден) Маттіас Заммер з трофеєм після перемоги у 1990 році.

## Трофей
За регламентом трофей переходив у довічне користування клубу, який здобуде його 3 рази поспіль, або 5 разів загалом. Всього існувало п'ять варіантів кубку:
- Кубок № 1 (1949–1973) — зберігається у музеї спорту Лейпцига.
- Кубок № 2 (1974–1978) — зберігається у «Магдебурга» після перемог 1964, 1965, 1969, 1973 і 1978 років.
- Кубок № 3 (1979–1985) — зберігається у «Динамо» (Дрезден) після перемог 1952, 1971, 1977, 1982 і 1984 років.
- Кубок № 4 (1986–1987) — зберігається у «Локомотива» (Лейпциг) після перемог 1957, 1976, 1981, 1986 і 1987 років.
- Кубок № 5 (1988–1991) — місцезнаходження невідоме.

Варіанти кубка
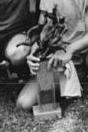
Четвертий варіант кубку.
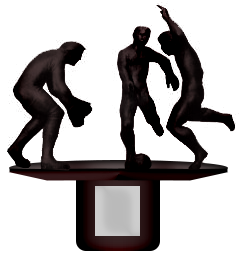
П'ятий варіант кубку.